# Von Clermonthuis
Het Von Clermonthuis, ook wel Huis Clermont, voorheen Stammhaus of Tyrell'scher Bau, is een achttiende-eeuws voormalig woonhuis annex fabrieksgebouw in de Nederlandse plaats Vaals. Het door Joseph Moretti ontworpen gebouw doet sinds 1979 dienst als gemeentehuis van de gemeente Vaals. Het Von Clermonthuis is een rijksmonument en onderdeel van het rijksbeschermd gezicht Vaals.

## Geschiedenis

### Periode J.A. von Clermont
Het grote complex werd gebouwd tussen 1761 en 1765 in opdracht van Johann Arnold von Clermont (1728-1795), een van oorsprong  Akense lakenfabrikant, die een belangrijke rol speelde in de ontwikkeling van Vaals als textielstadje. Clermont of Klermondt (zonder 'von'), zoals hij zich toen nog noemde, had in 1761 het vlak bij Vaals gelegen Kasteel Vaalsbroek gekocht, dat hij onder leiding van de Akense bouwmeester Joseph Moretti (?-1793) liet verbouwen en waar hij vervolgens met zijn vrouw en vijf of zes kinderen ging wonen.
Eveneens in 1761 presenteerde hij plannen om in het centrum van Vaals vijf wevershuisjes met bijbehorende "hoven" (werkplaatsen) te bouwen. Kort daarna, mogelijk nog in hetzelfde jaar, liet hij door Moretti een ontwerp maken voor een groot woon- en zakenpand op de Mennonisten Viese ("Mennonietenwei"), tegenover het Huis Verves van de Doopsgezinde gemeente. Van de oorspronkelijke ontwerpschetsen van Moretti uit 1761-1764 zijn er veertien bewaard gebleven, waarvan vier gesigneerd. De samenwerking met Moretti beviel blijkbaar dusdanig dat deze Clermonts vaste architect zou worden en later onder andere het Von Clermontmausoleum, het Kasteel Bloemendal en de Vaalser Obelisk zou bouwen.
Doorslaggevend bij de locatiekeuze voor het zogenaamde 'Stammhaus' was de nabijheid van de bron van de Gouwbeek (of Gau). Met een constante watertemperatuur van tien graden was deze ideaal voor het spoelen en verven van wollen stoffen. Bovendien liep destijds de doorgaande weg van Maastricht via Vaals naar Aken en Keulen langs dit perceel. Omstreeks 1764 verplaatste Clermont zijn Akense lakenfabriek naar Vaals, naar verluidt vanwege de knellende gildebepalingen en de beperkte expansiemogelijkheden in Aken, zonder twijfel ook vanwege de relatieve godsdienstvrijheid in het Staatse Vaals (Clermont was luthers). Vanaf 1764 noemde Clermont, wiens familie in 1752 in de adelstand was verheven, zich Von Clermont.
Het Stammhaus was aanvankelijk een gesloten complex met vier vleugels, die om een rechthoekige binnenplaats waren gegroepeerd. De zuidvleugel was de stadswoning van Von Clermont (B op de plattegrond hiernaast, "L'aile où sont distribués les appartements du Maitre"), met uitzicht op de door zijn grootvader gestichte, achthoekige Lutherse kerk ("l'Eglise Lutherienne"). In de westvleugel was het kantoor van de onderneming ingericht (A, "Coté de L'Entrée"). In de noord- en oostvleugel bevonden zich de lakenfabriek en de ververij. Het nog bestaande pand Julianaplein 2 (E) was onderdeel van de ververij, die grotendeels in de afgebroken oostvleugel was ondergebracht (D, "tenturerie"). Rondom lagen tuinen, grasvelden (voor de droogramen) en vijvers (onder andere voor de ververij). Het water voor huishoudelijk gebruik, maar ook voor de lakenfabricage en voor de siertuinen en fonteinen, kwam uit de hoofdbron van de Gouw (N, grande Source); een kleinere bron (Q) leverde het water voor het bassin (G) van de ververij. Bijzonder was het uitgebreide waterleiding- (6, 7 en Ψ) en rioleringsstelsel (R, T en Z). Het terrein was gedeeltelijk ommuurd.
Von Clermont had op enkele andere plaatsen in Vaals weverijen ingericht. Daarnaast maakte hij gebruik van circa 160 thuiswevers, verspreid over de regio Aken. Ook liet hij fraaie woonhuizen bouwen voor zijn boekhouder en hoofd ververij.

### Na J.A. von Clermont
Drie zonen van Johann Arnold namen het bedrijf over na de dood van hun vader in 1795, elk met hun eigen verantwoordelijkheid. De algehele leiding was sinds 1793 in handen van de oudste zoon, Carl Theodor Arnold von Clermont (1756-1823). Deze was niet opgewassen tegen de economische moeilijkheden van de Franse Tijd: de verandering van het muntstelsel, de introductie van assignaten, de achteruitgang van de handel op de Levant, enz. Bovendien wist hij geen gebruik te maken van nieuwe technische verbeteringen, zoals die onder anderen door de machinebouwer William Cockerill in Verviers en later ook in Luik en Aken naar Engels voorbeeld werden toegepast. In 1819 vertrok hij uit Vaals en in 1825 hield het familiebedrijf op te bestaan. In 1829 werden zijn goederen uit het faillissement openbaar verkocht, waaronder het Stammhaus, het Haus am Gausprung (Von Clermontplein 24?), het Huis Kirchfeld en het huis Genne Pley (bij Bloemendal, afgebroken in 1936).
Het Stammhaus kwam in 1829 in handen van Franz Ignaz Tyrell, een Akense lakenfabrikant die zijn bedrijf naar Vaals overbracht. Het complex bleef bijna een eeuw lang in handen van de familie Tyrell, waardoor het de naam Tyrells Gebouw (Duits en Vaalser dialect: Tyrell'scher Bau) kreeg. Een deel van het pand bleef in gebruik als woonhuis en lakenfabriek. In de later afgebroken oostvleugel was tot circa 1880 een leerlooierij gevestigd.

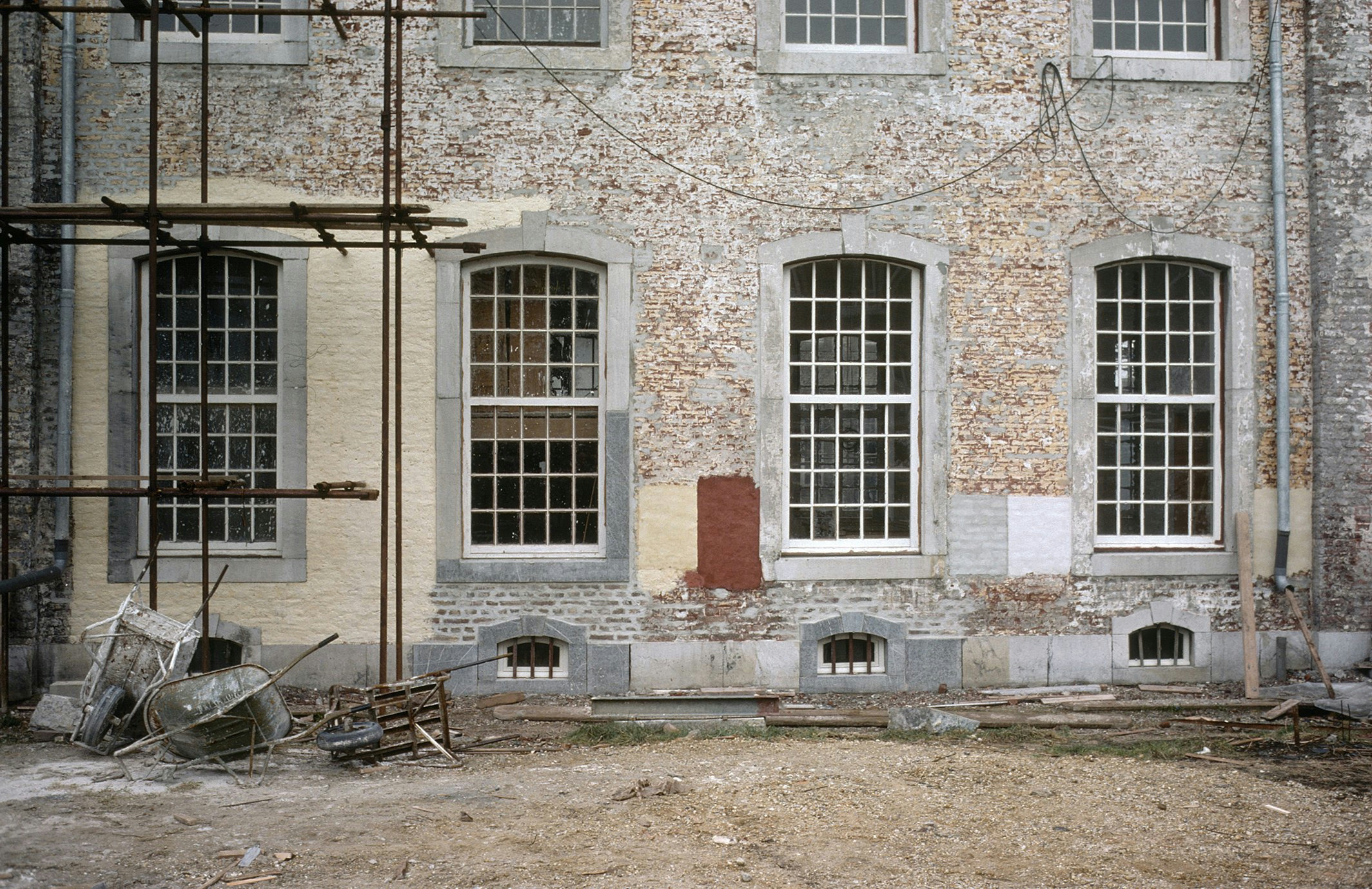
Restauratie en proefschildervlakken (1975)

Nadat het laatste lid van de familie Tyrell in 1924 was overleden, kochten drie verschillende kopers elk een vleugel van het gebouw. Een groot deel van de binnenhuisinrichting, waaronder het meubilair en zelfs het behang, werden verkocht; enkele stukken bevinden zich thans in het Couvenmuseum in Aken en het Bisschoppelijk Paleis in Roermond. Op oude foto's is te zien dat delen van het interieur, waaronder de oorspronkelijke beschilderde wandbespanning, omstreeks 1920 nog in tact waren. In 1926 werd de lagere oostvleugel afgebroken, waarmee het gebouw zijn huidige U-vorm kreeg.
In 1944 raakte een deel van de zuidvleugel beschadigd door een granaatinslag. In 1950 kocht de gemeente Vaals een groot deel van het complex; in 1964 verwierf de gemeente het resterende deel, met uitzondering van het vrijstaande pand Koningin Julianaplein 2, dat ooit deel uitmaakte van de ververij. Vrijwel het gehele pand was in die tijd in gebruik als woonkazerne. In 1967 werd het complex een rijksmonument. Het gebouw werd tussen 1975 en 1981 onder leiding van architectengroep Mertens ingrijpend gerestaureerd volgens de originele bouwtekeningen. De daken werden volledig vernieuwd. Op de westelijke ingangsvleugel werd het klokkentorentje herbouwd. In 1979 kon het gemeentebestuur van Vaals er zijn intrek nemen. Sindsdien is het Von Clermonthuis het gemeentehuis van Vaals.
In het kader van de herinrichting van het Von Clermontplein en het aangrenzende Koningin Julianaplein door het Keulse landschapsarchitectenbureau Club L 94 in 2015-2016 werden de gevels van het Von Clermonthuis opnieuw witgekalkt en de binnenplaats voorzien van een replica van een groot verfbad. In de omringende openbare ruimte werden diverse groenvoorzieningen en terrassen ingericht. Ook werd de bron van de Gouwbeek beter zichtbaar gemaakt.

## Beschrijving
Het Von Clermonthuis heeft een U-vormige plattegrond en telt twee bouwlagen plus een zolderverdieping onder het mansardedak. De noord- en zuidvleugel hebben een lengte van circa 50 meter en een breedte van ongeveer 9 m. De westvleugel is circa 40 m breed en is naar het noorden toe uitgebouwd met een 18 m lange vleugel van één verdieping.

### Exterieur

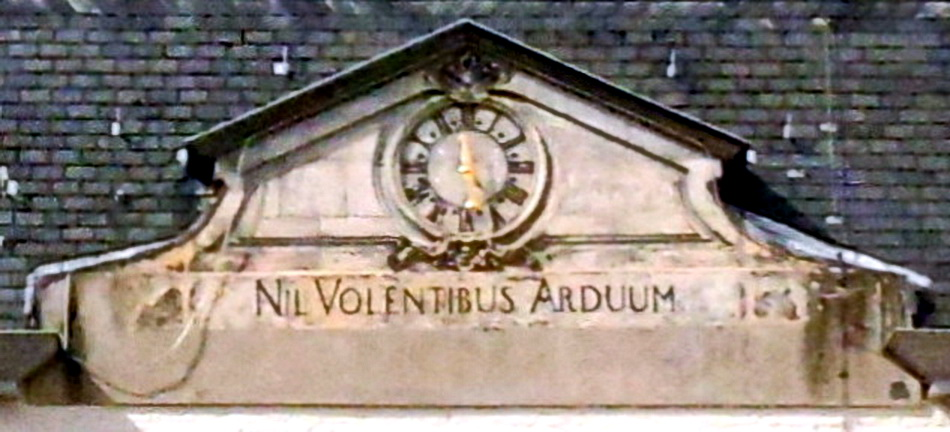
Gevelbekroning oostfaçade westelijke vleugel met spreuk en uurwerk (2022)

Het gebouw is door architect Joseph Moretti opgetrokken in de stijl van de Luiks-Akense barok met kenmerken van het neoclassicisme. Ramen en deuren zijn regelmatig over de gevels verdeeld. Ze hebben getoogde, hardstenen omlijstingen met sluitstenen. De vensters op de verdieping zijn lager dan die op de begane grond. De houten dakvensters zijn aan de bovenkant versierd met voluten. De oorspronkelijke roedeverdeling is overal nog aanwezig. Vooral de zuidfaçade van de zuidvleugel, de voormalige woonvleugel, is representatief, met zeventien vensterassen en een middenrisaliet die een gebeeldhouwd fronton bevat, waarin de wapenschilden van Von Clermont en zijn vrouw, Maria Elisabeth Emminghaus, zijn verwerkt. Boven de entree bevindt zich een balkon met smeedijzeren balustrade, waarin het monogram van Von Clermont (twee gespiegelde C's) is verwerkt. Zowel de dubbele toegangsdeuren als de balkondeuren zijn in Lodewijk XV-stijl. De westvleugel, oorspronkelijk de kantoorvleugel, doet daar nauwelijks voor onder: zowel aan de westzijde van deze vleugel (tegenover het Huis Verves van concurrent Alexander von Lövenich) als aan de oostzijde (aan de voorheen gesloten binnenplaats) bevinden zich fraaie entreepartijen met gevelbekroningen met rocailles en krulwerk, waarop uurwerken en Latijnse spreuken zijn aangebracht. Op het dak verheft zich een bij de restauratie herbouwde klokkentoren met windvaan; het torentje is iets eenvoudiger van vorm dan het originele ontwerp van Moretti. De muren, die in de tijd van Von Clermont geel gesausd waren, zijn thans grotendeels wit; alleen de middenrisaliet van de zuidvleugel en de daklijsten elders zijn geel. De natuurstenen delen zijn ongeverfd.

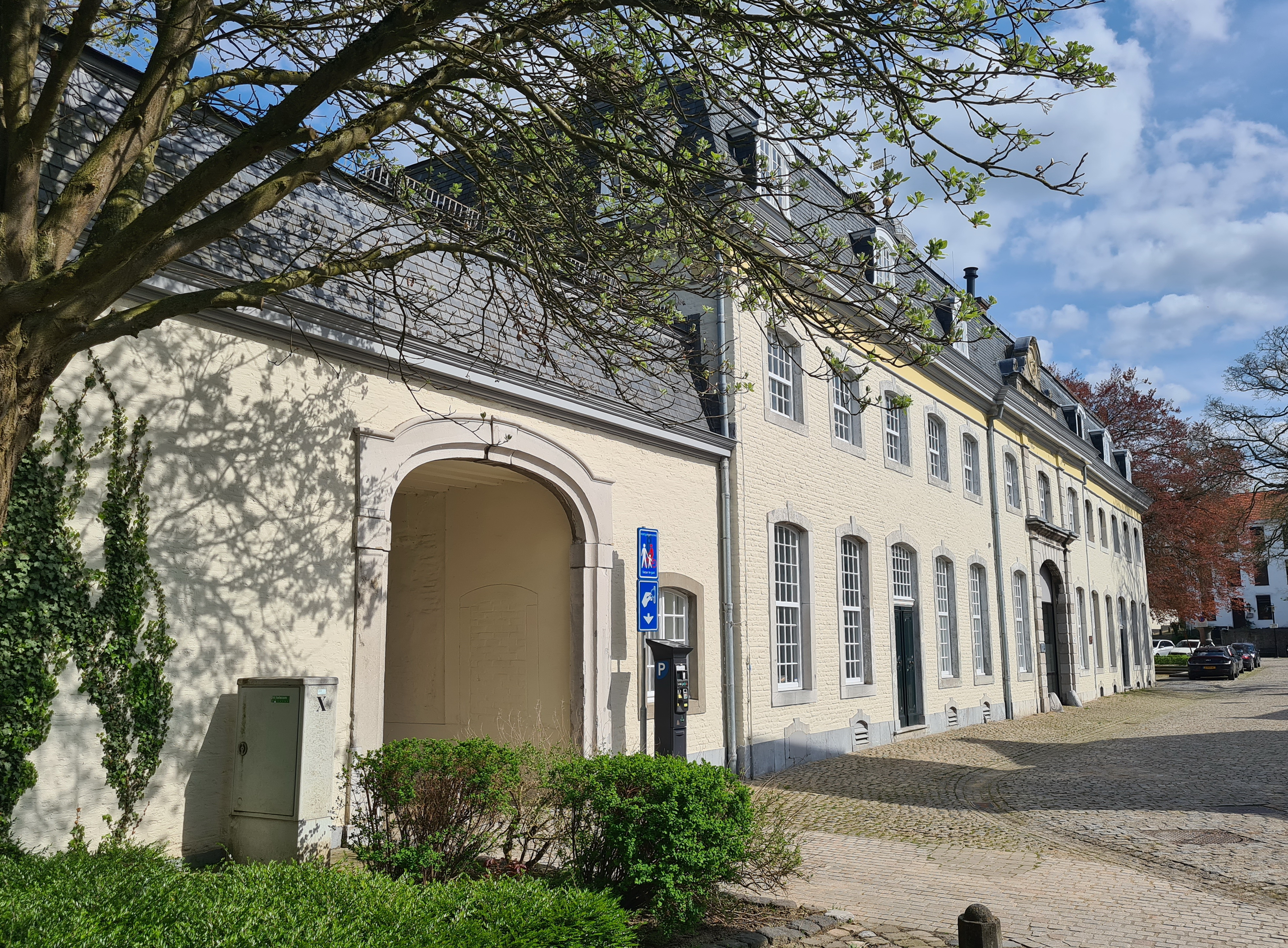
Westvleugel, westfaçade
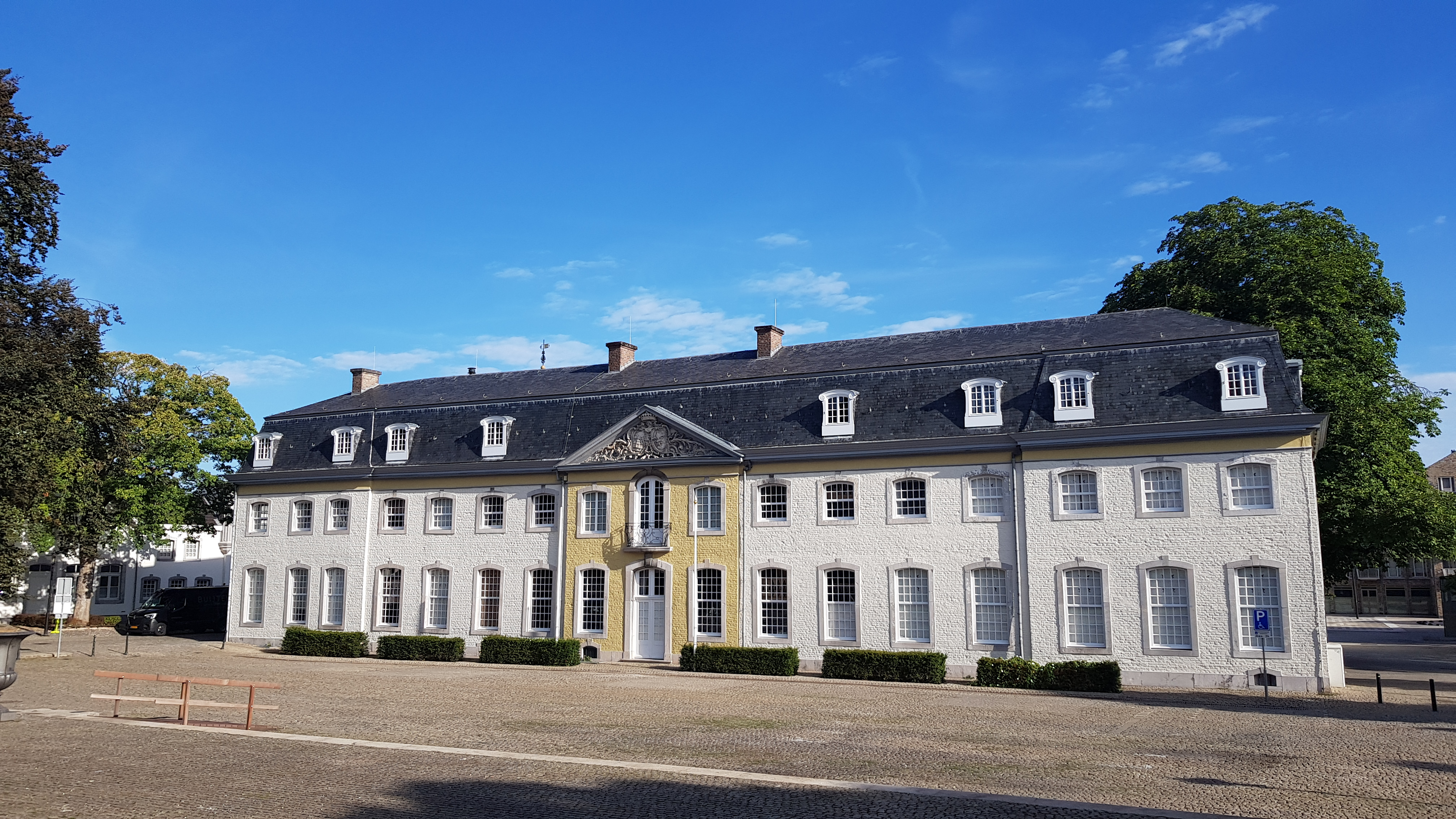
Zuidvleugel, zuidfaçade
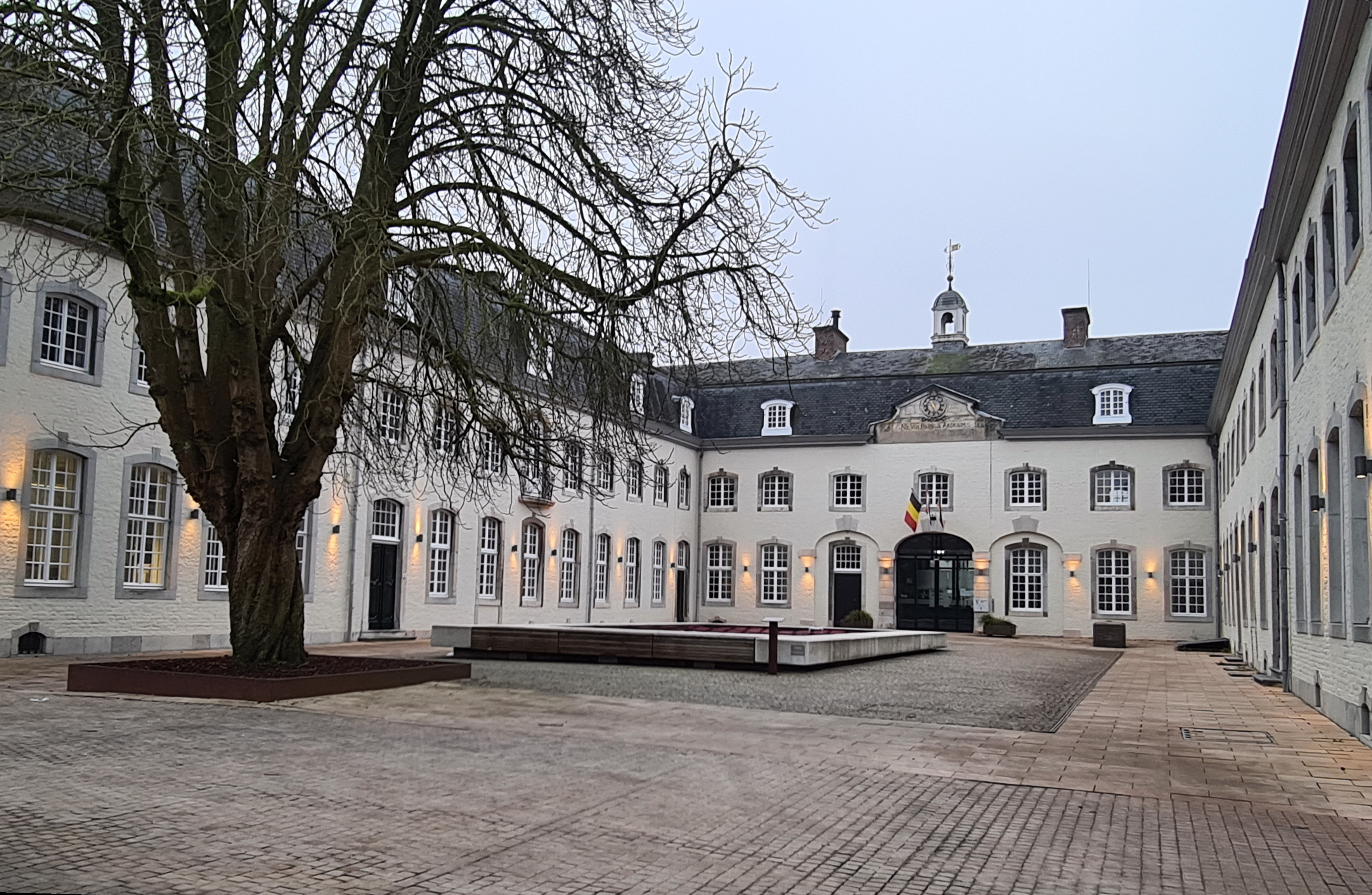
Hofzijde vanuit het noordoosten
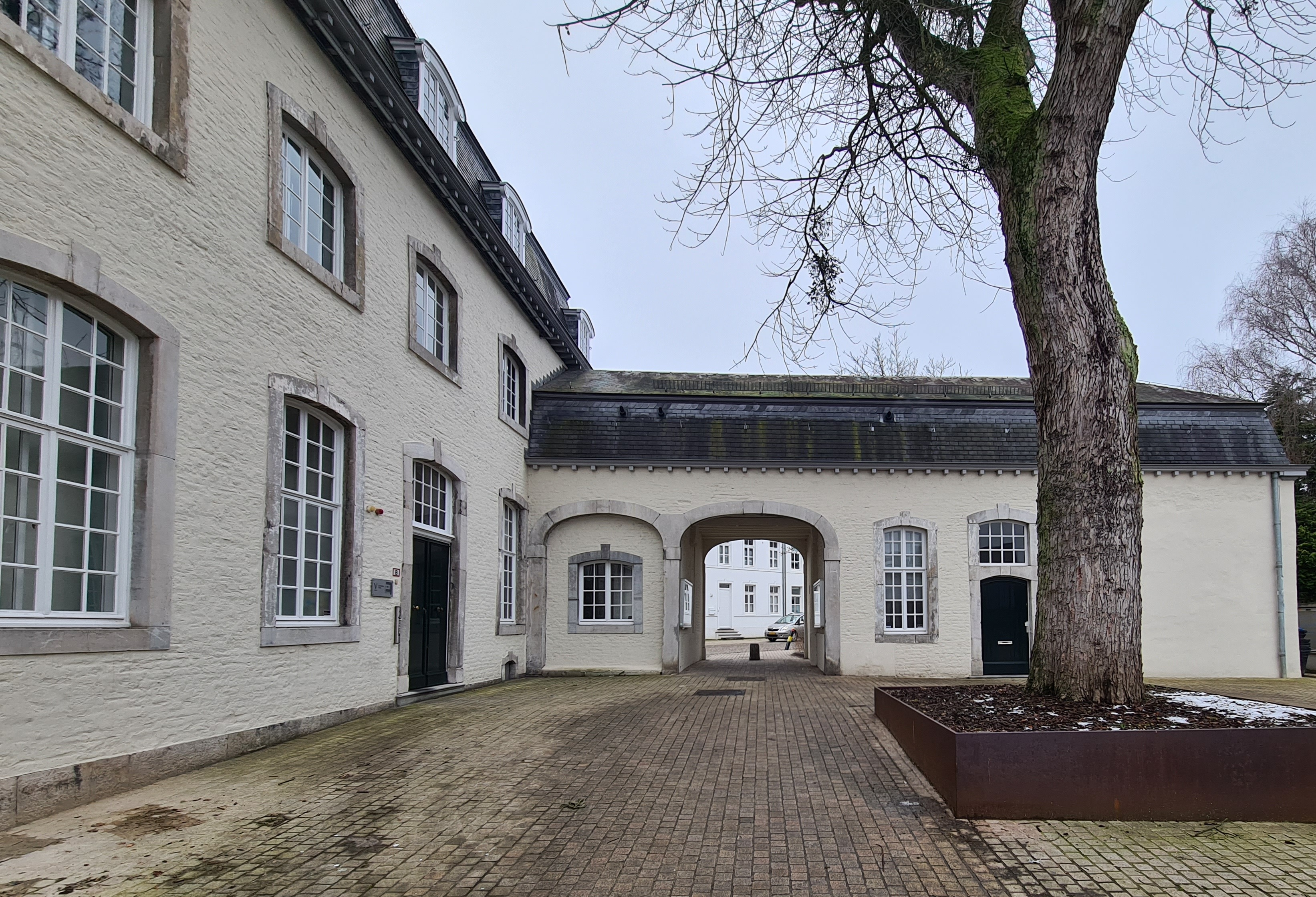
Noordvleugel en poortgebouw

Architectuurdetails

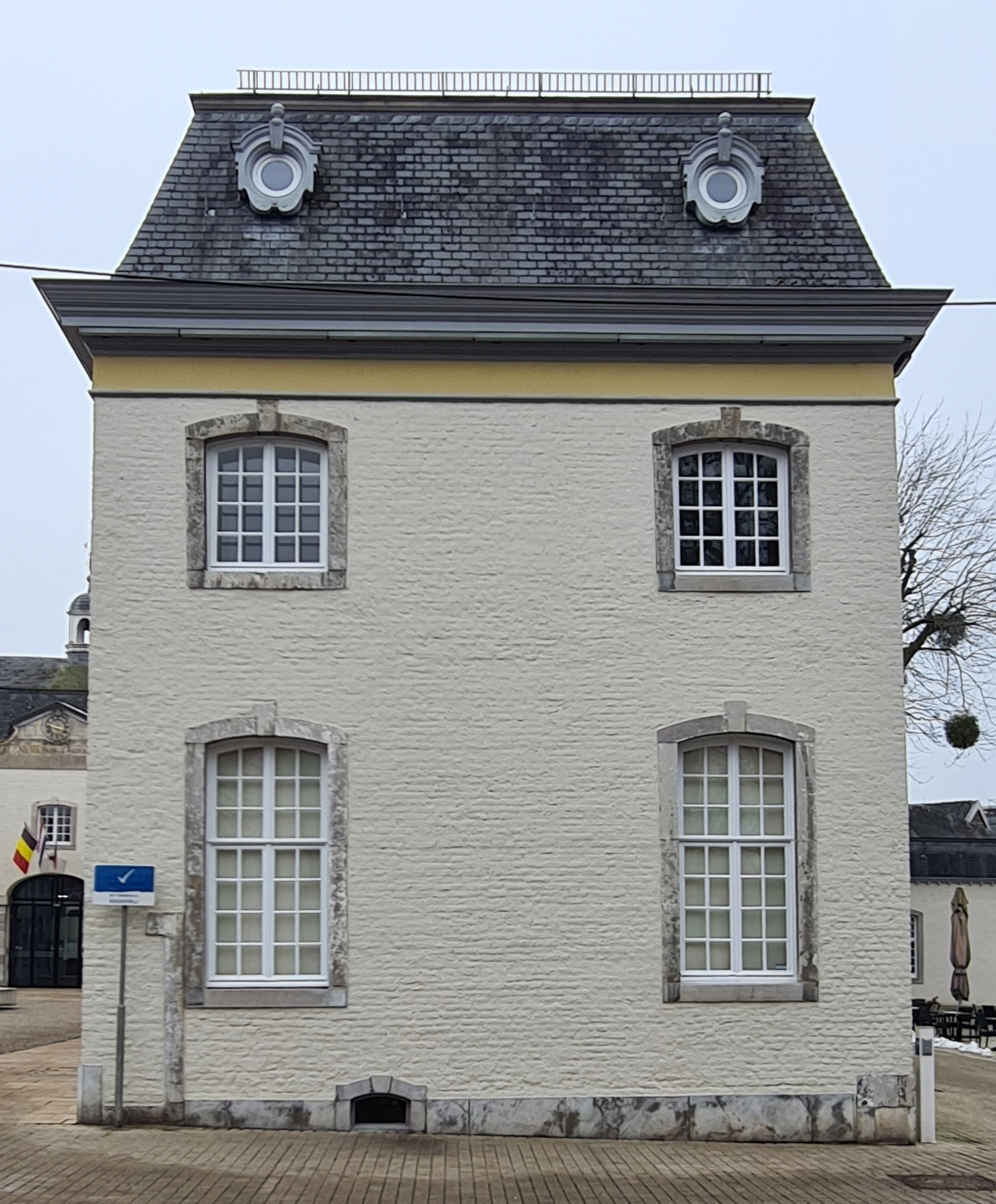
Kopgevel noordvleugel
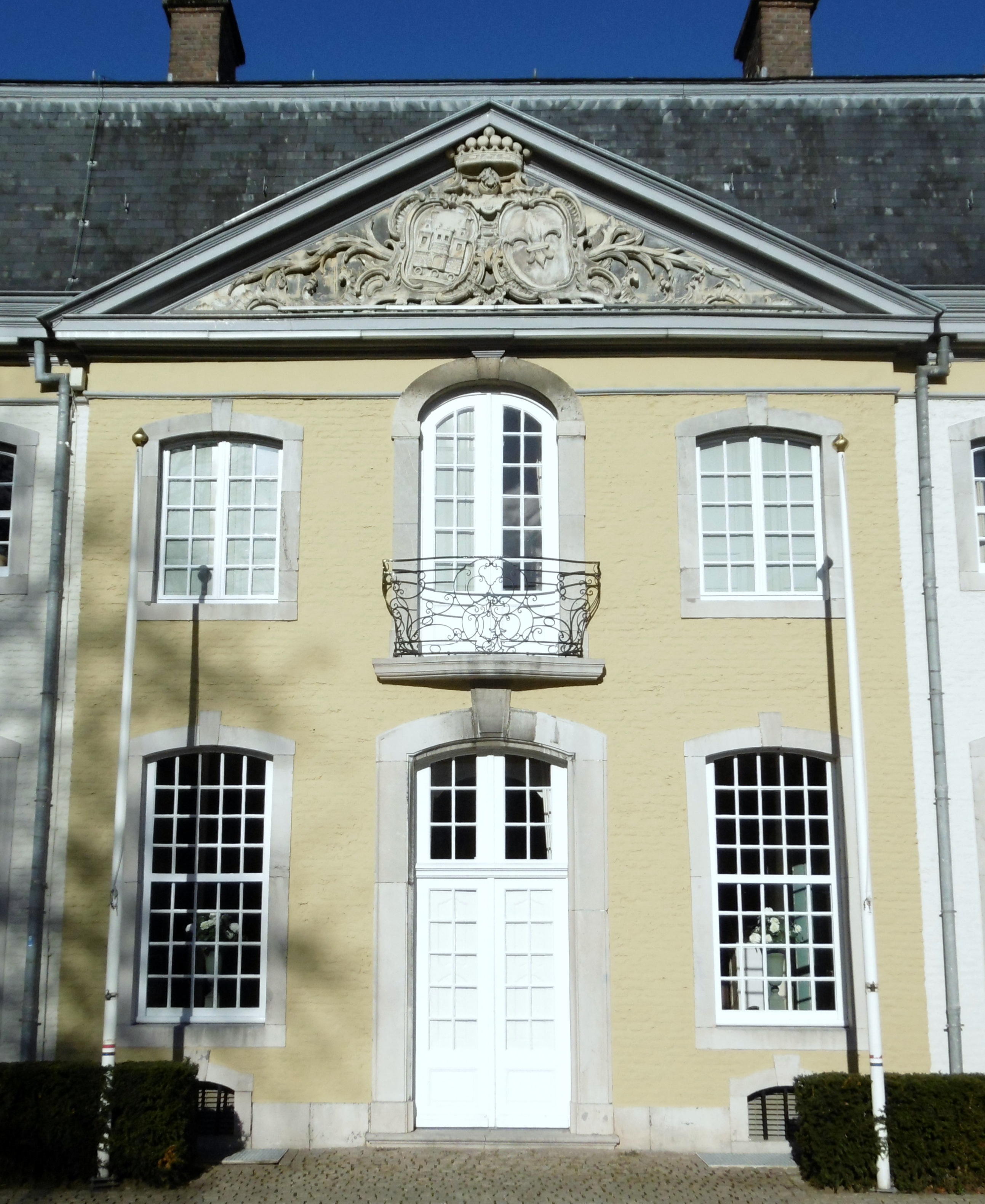
Middenrisaliet zuidfaçade
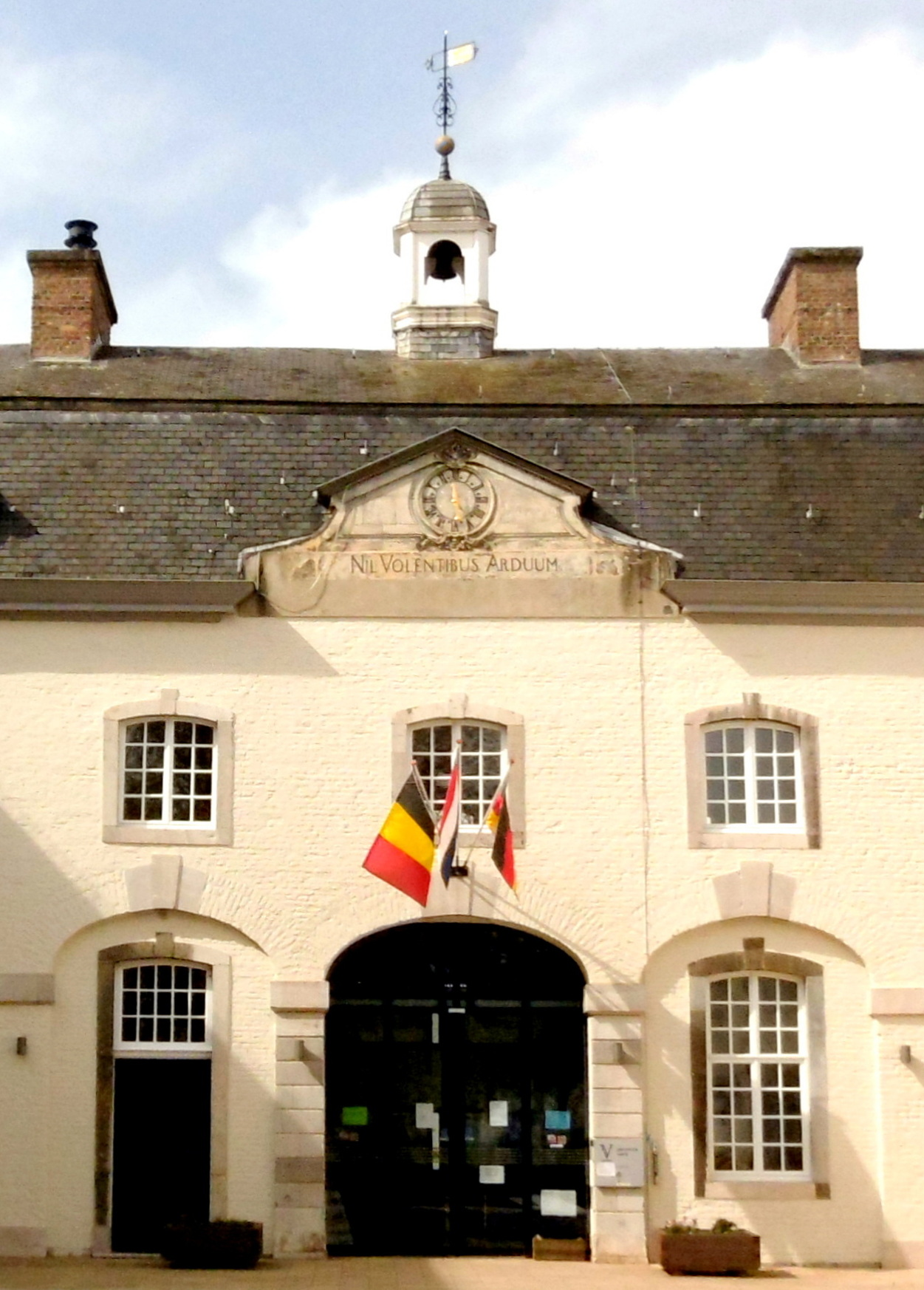
Middenrisaliet oostfaçade
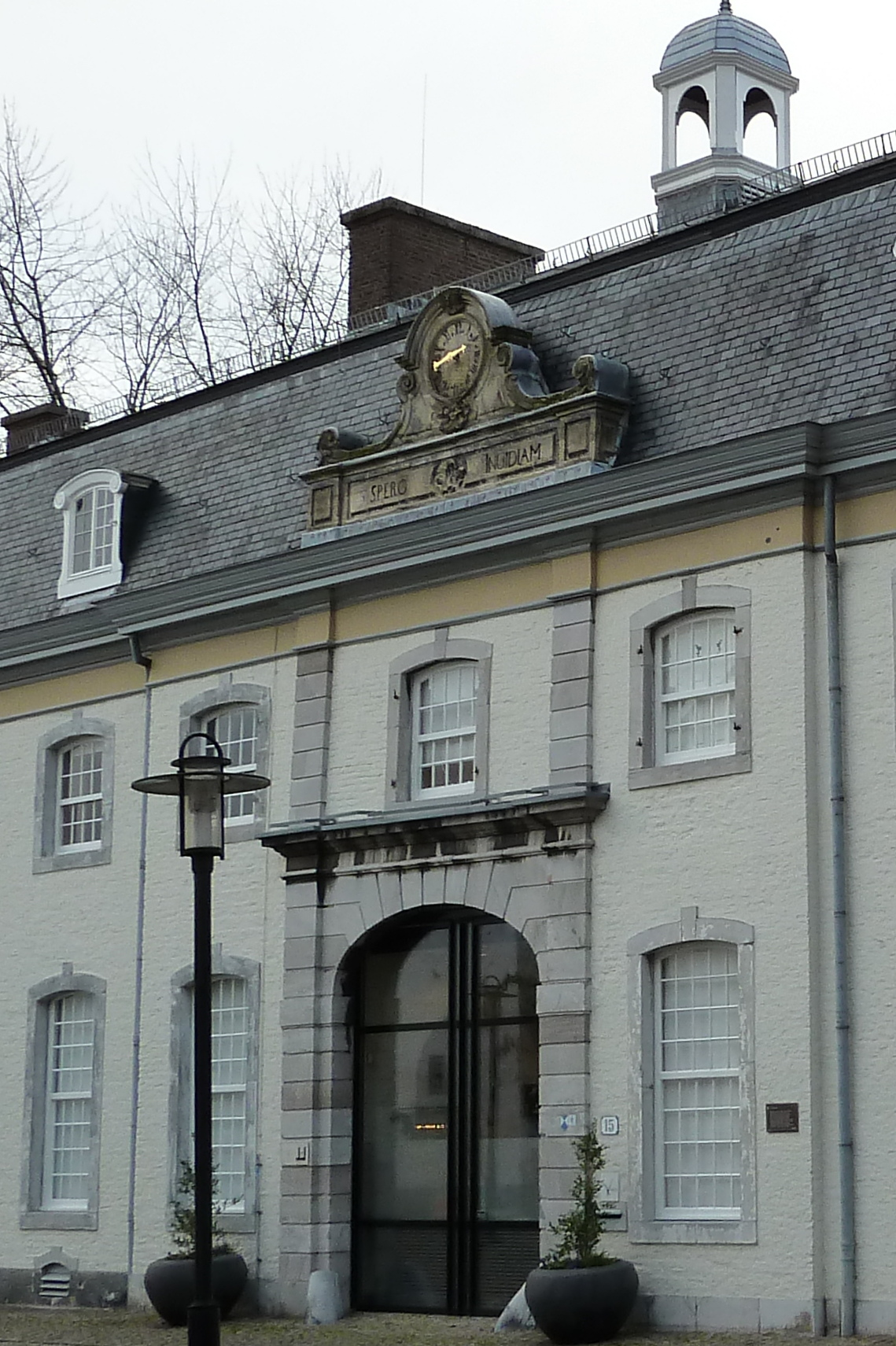
Middenrisaliet westfaçade

### Interieur

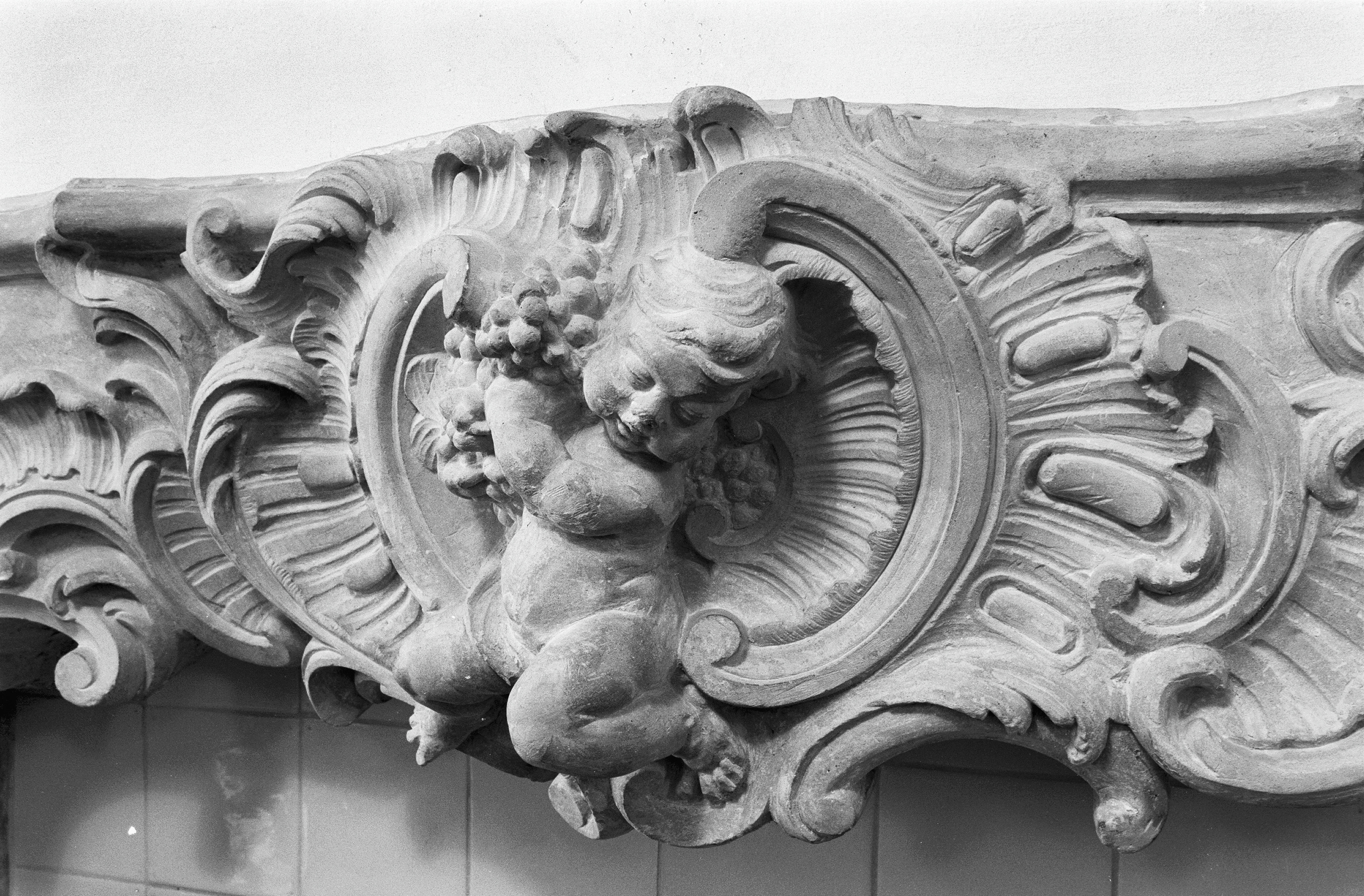
Detail van een schouw met putto (1981)

De drie vleugels van het U-vormige gebouw bevatten elk twee verdiepingen en een zolderverdieping. Het complex is grotendeels onderkelderd met troggewelven tussen zware gordelbogen. In de noordvleugel bevinden zich in de kelder twee enorme waterbassins, nodig voor de lakenfabricage. De noord- en zuidvleugels bevatten beide twee trappenhuizen, gesitueerd nabij de vier hoeken van de voormalige binnenplaats. Het westelijk trappenhuis van de noordvleugel en de twee trappenhuizen van de zuidvleugel hebben eiken trappen met gesneden of uitgezaagde balusters in Lodewijk XV-stijl. Laatstgenoemde trappenhuizen zijn met elkaar verbonden door middel van een gang met plavuizen van Naamse steen. In de zuidvleugel liggen de woonvertrekken enfilade. De mooiste kamer was waarschijnlijk de tuinkamer op de begane grond, direct achter de hoofdentree. Deze ruimte, thans trouwzaal, heeft men bij de restauratie getracht in oude luister te herstellen door het stucwerk te restaureren en het verdwenen beschilderde behang te kopiëren. In de kamer ten westen van de trouwzaal is de oorspronkelijk zaalbetimmering nog aanwezig, maar de wandbespanning ontbreekt. Het daarnaast gelegen hoekvertrek bevat twee deuromlijstingen met kuifstukken en een schouw met een slanke bovenmantel, beide in Lodewijk XV-stijl. Op de eerste verdieping ligt boven de entree een ruim vertrek dat de hele breedte van het pand inneemt, de huidige burgemeesterskamer. Het stucwerk hier verkeerde in een dermate slechte staat, dat het niet te redden was; een deel is gereconstrueerd. Voor de realisering van een geschikte raadszaal met publieke tribune was een forse ingreep nodig: voor het publiek is op de zolderverdieping een ruimte gerealiseerd die middels een vide in verbinding staat met de eigenlijke raadszaal op de eerste verdieping.

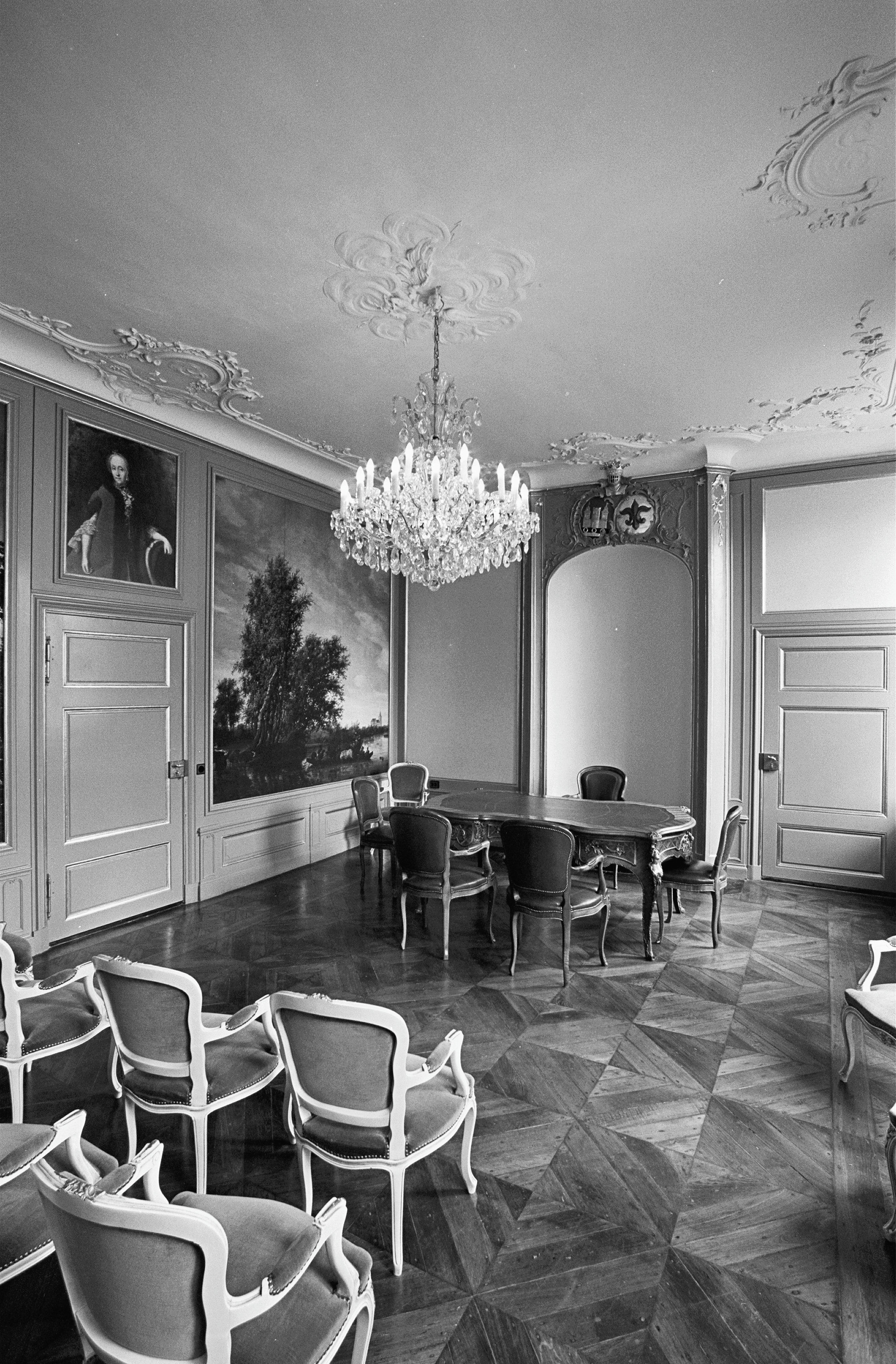
Trouwzaal, 1981
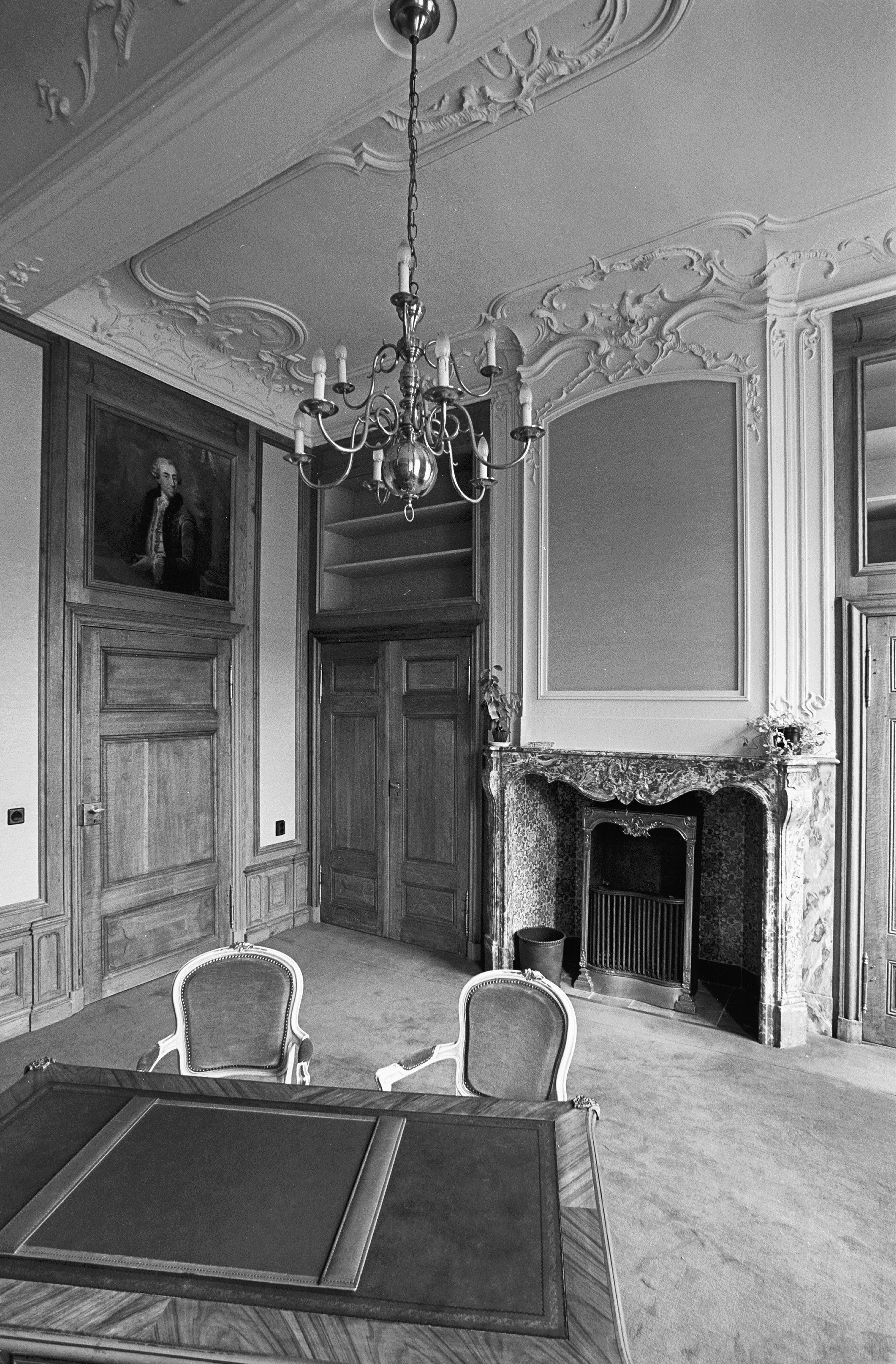
Kamer naast trouwzaal, 1981
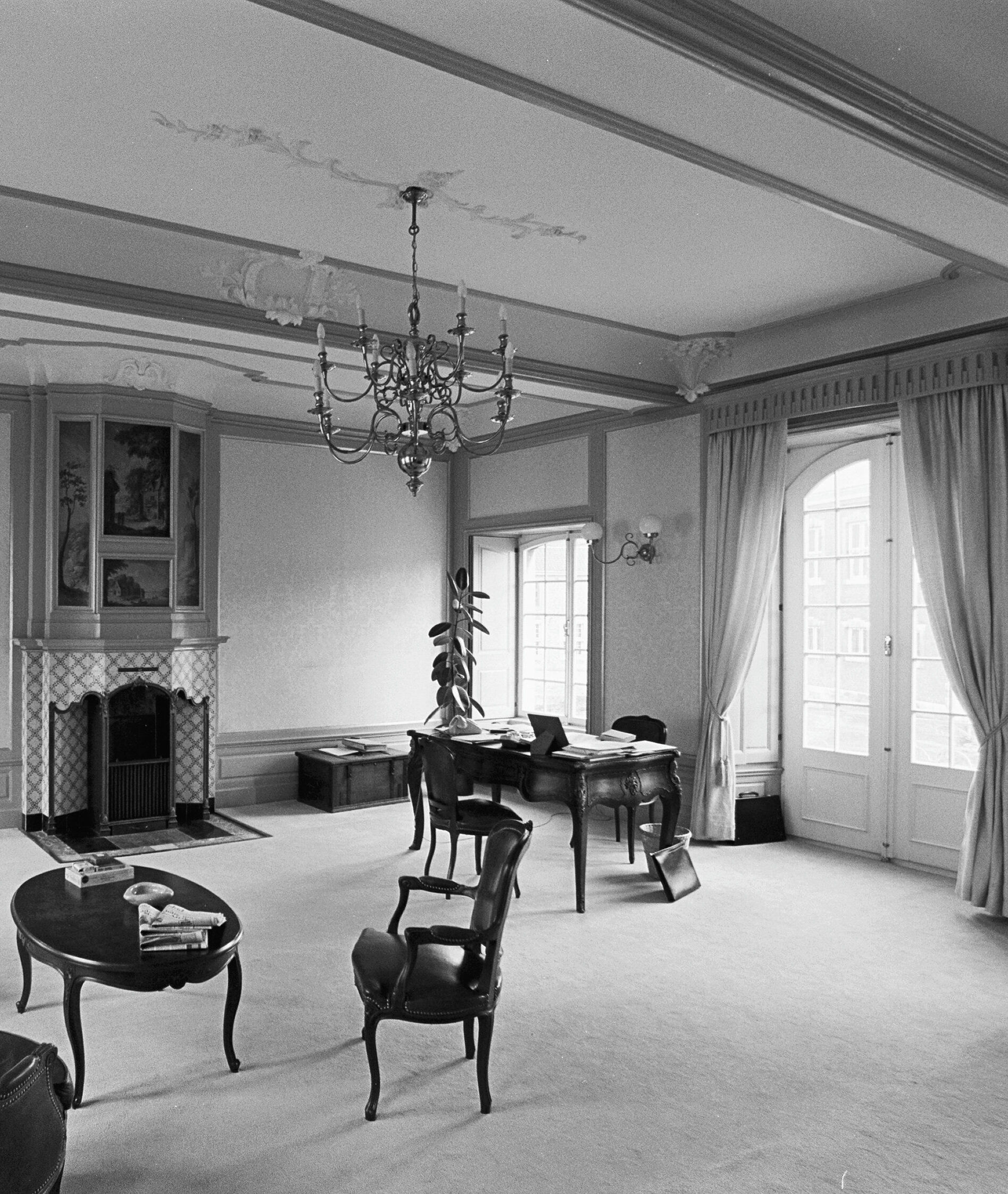
Burgemeesterskamer, 1981
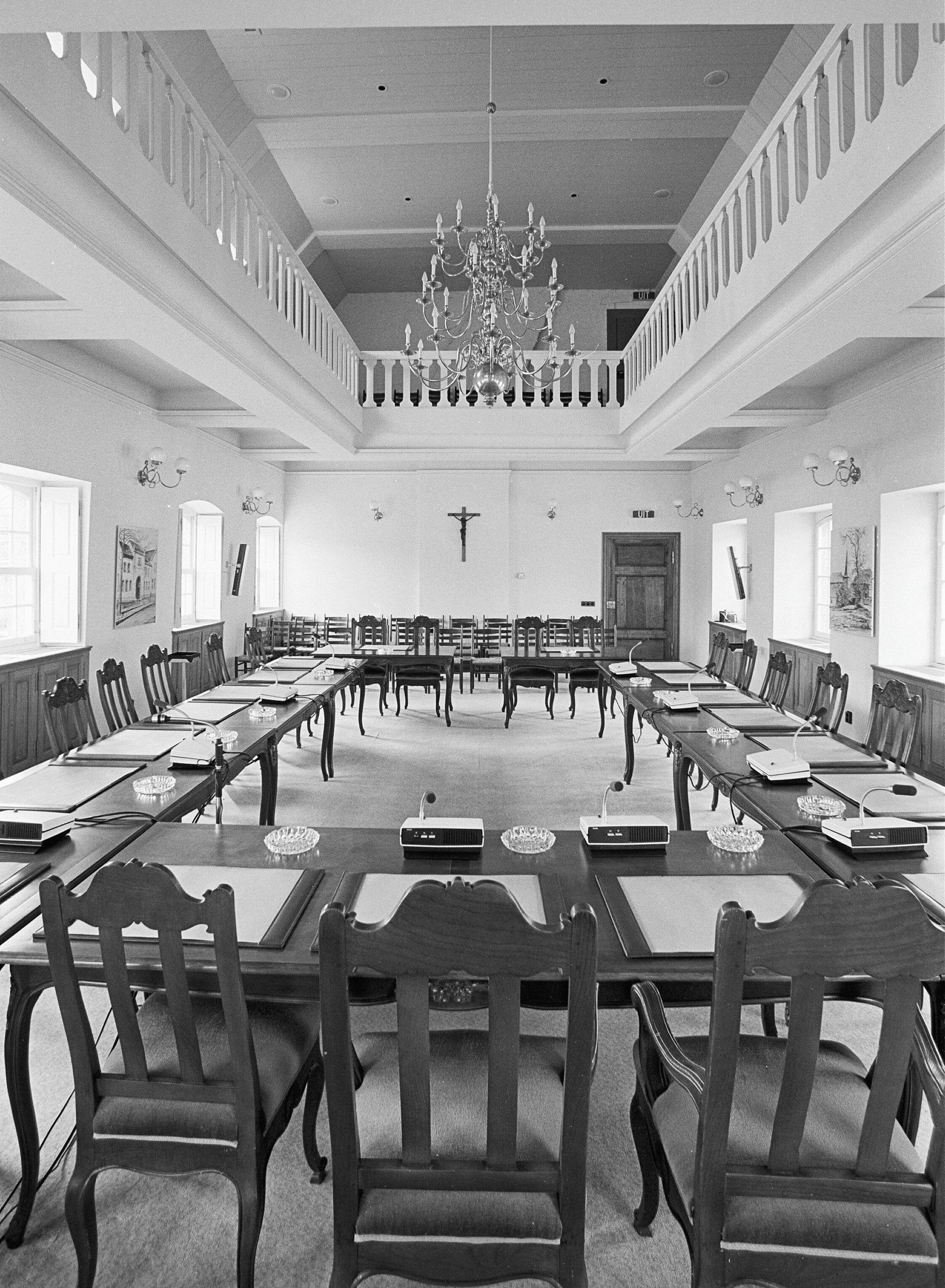
Raadszaal, 1981

Interieur trouwzaal voor en na restauratie

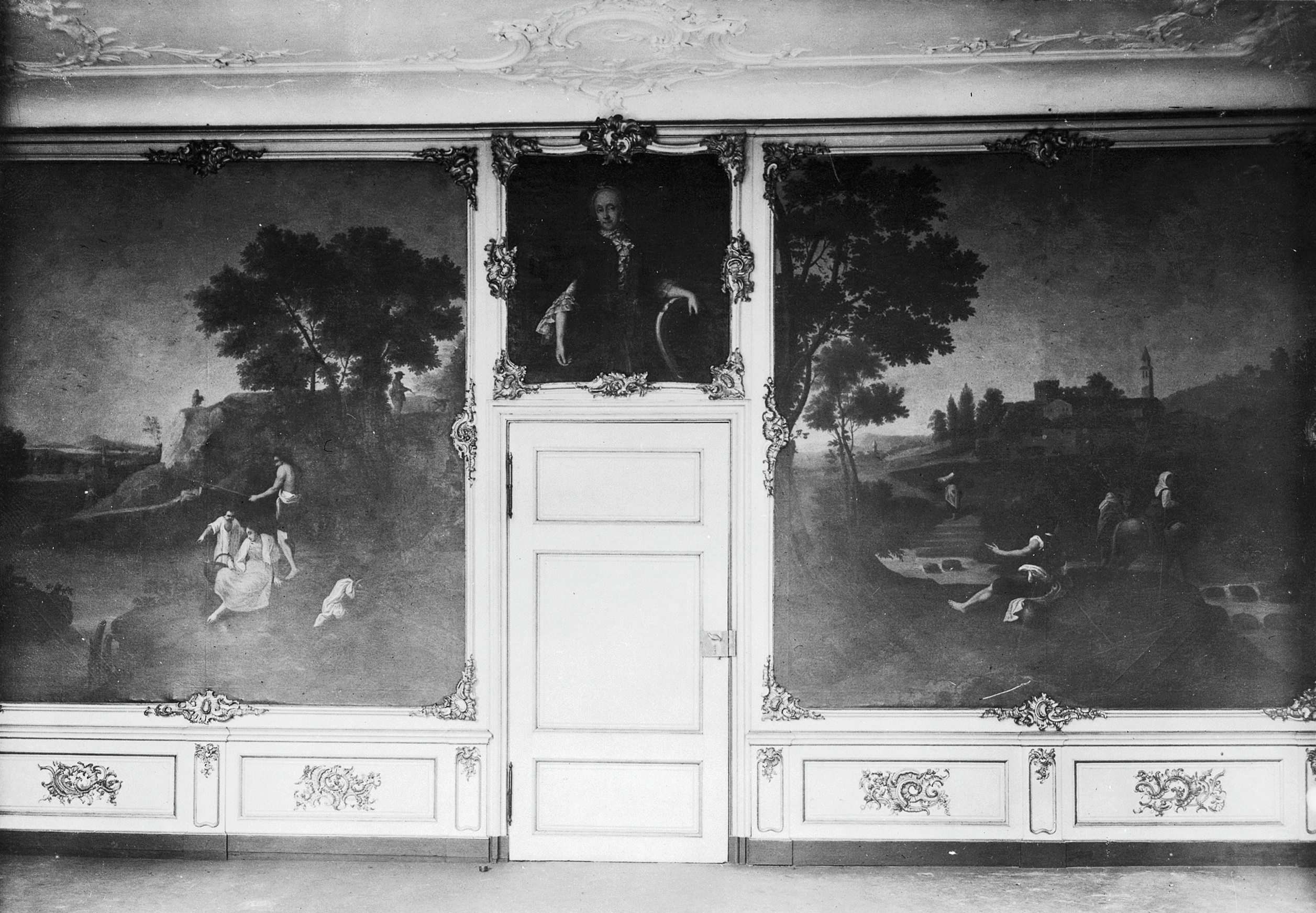
Oorspronkelijke betimmering en wandschilderingen, voor 1925
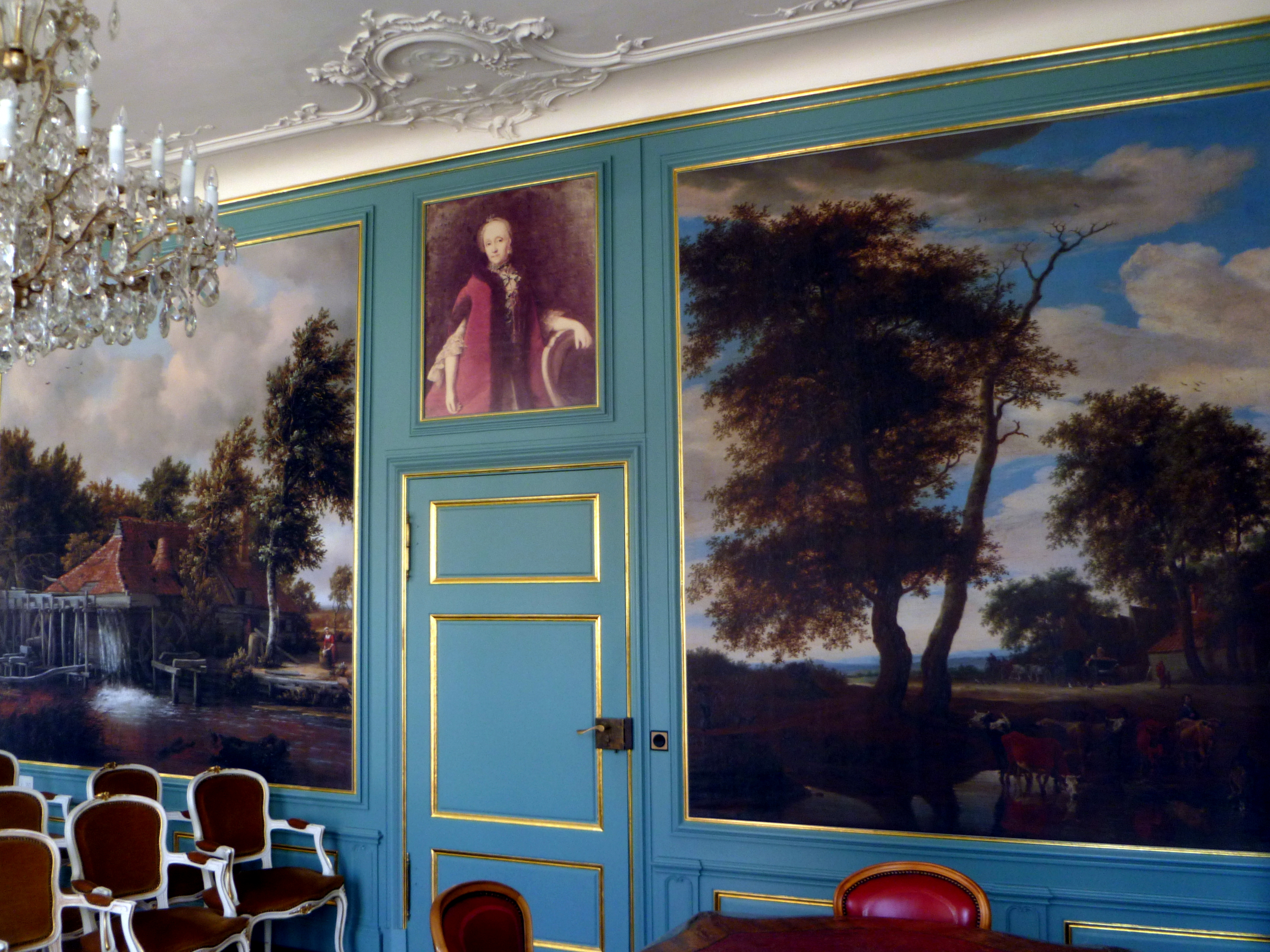
Gekopieerde schilderingen in dezelfde salon, 2016
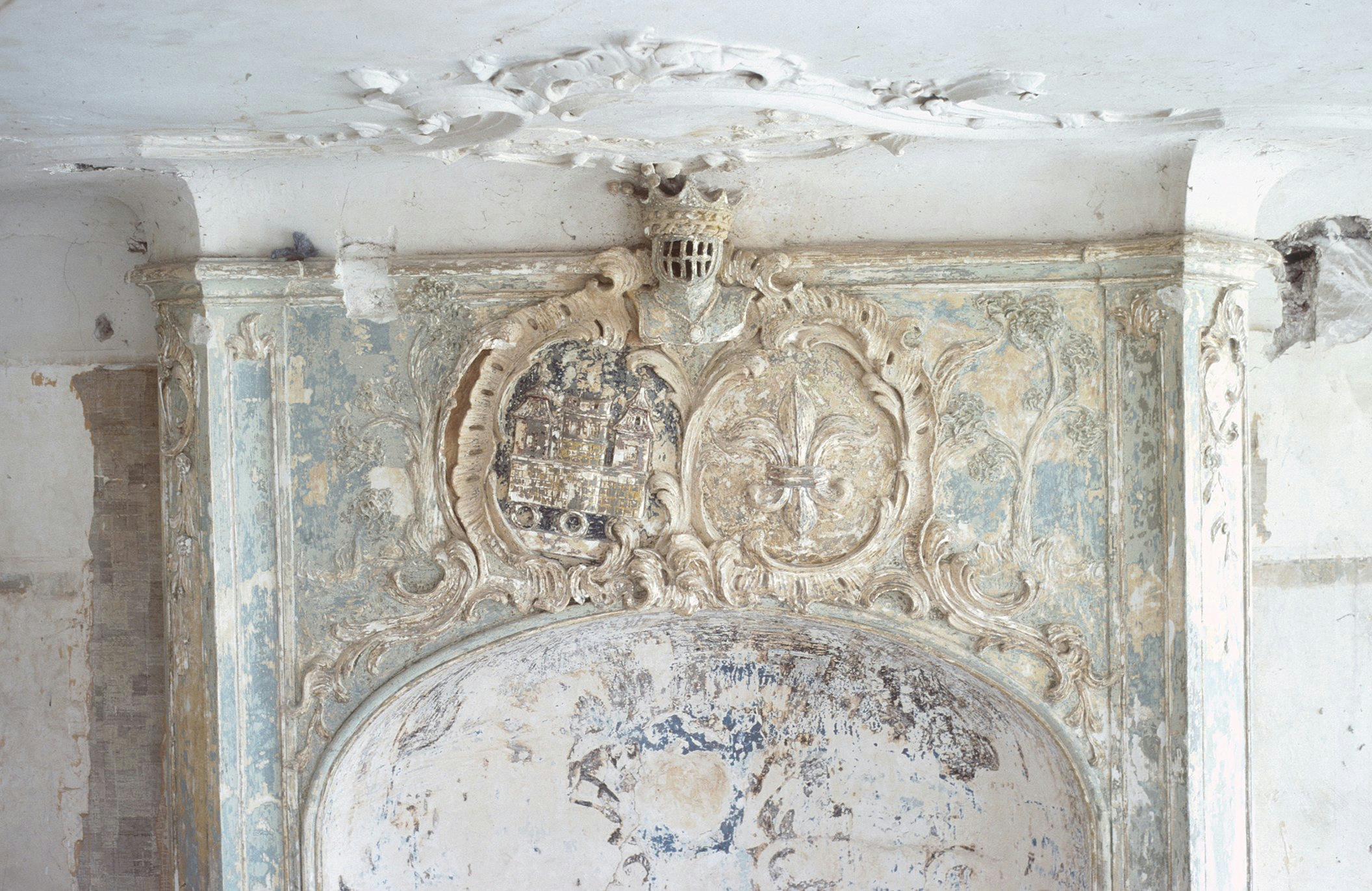
Schouw met alliantiewapen tijdens restauratie, 1975
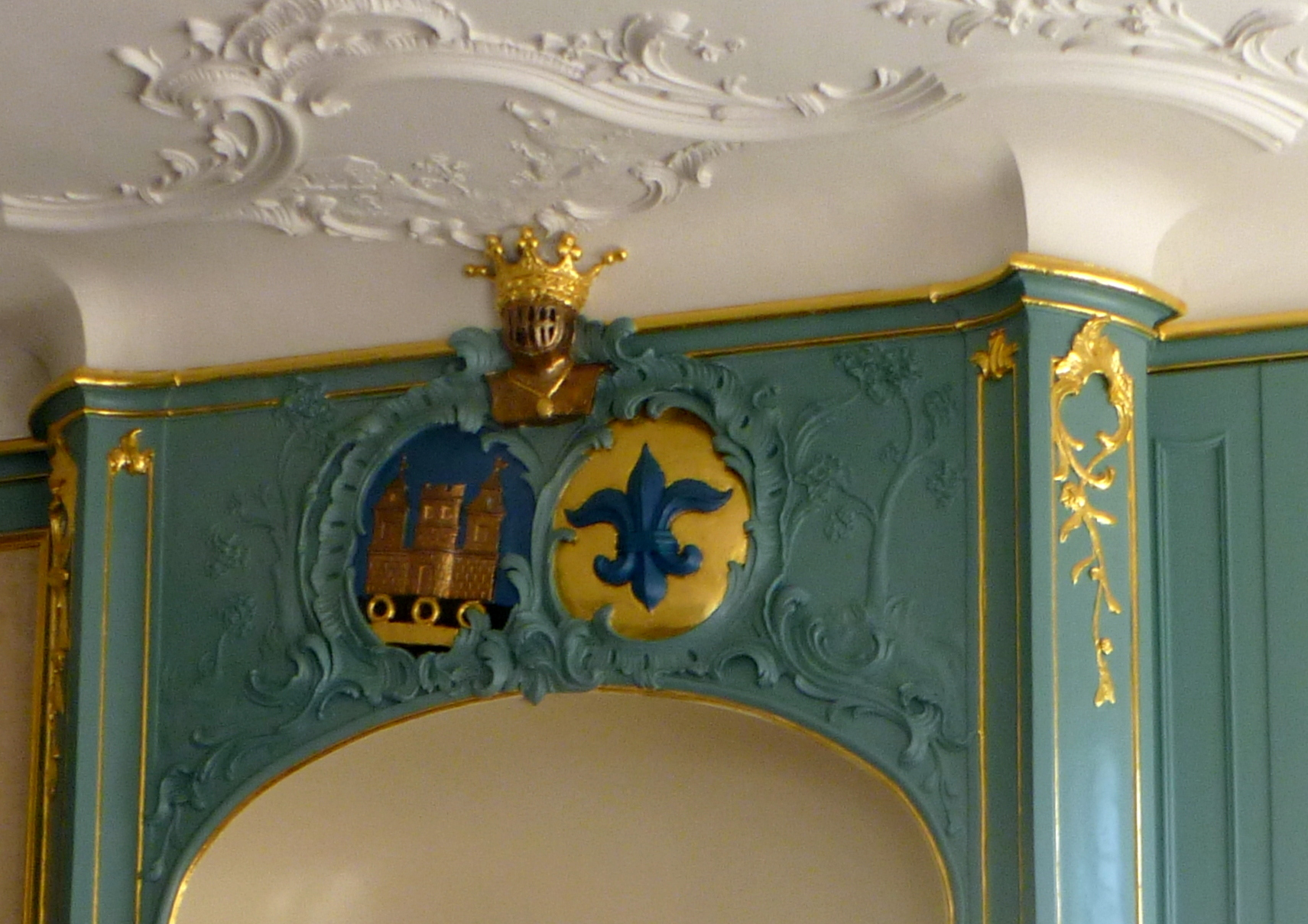
Idem, na restauratie, 2016

## Trivia
Het Stammhaus van de familie Von Clermont kende in de achttiende eeuw enkele beroemde bezoekers:
- Friedrich Heinrich Jacobi, Duits filosoof en zwager van J.A. von Clermont: logeerde meerdere keren bij zijn zwager en beschreef zijn verblijf in brieven.[noot 12]
- Johann Georg Adam Forster (1754-1794), Duits natuurvorser, ontdekkingsreiziger en schrijver; vriend van F.H. Jacobi: verbleef in 1790 in Vaals en schreef erover in zijn dagboek.[noot 13]